# قوة خارجية
القوة الخارجية على مجموعة ما هي القوة التي تحتملها مجموعة أخرى من خارج هذه المجموعة تؤثر فيها. عكسها القوة الداخلية التي يحتملها جزء من داخل المجموعة يؤثر بها على المجموعة.
بتعبير آخر، إذا كان المؤثر والمؤثر فيه من مجموعة واحدة فقوة المؤثر قوة داخلية، وإن لم يكونا كذلك فهي خارجية.
مثال القوة الخارجية قوة جاذبية الأرض. أما القوة الخارجية فهي أربعة صنوف: قوة الشد والانضغاط واللي والقص.